# ザ・シムズ3
『ザ・シムズ3』(The Sims 3) は、2009年6月4日に発売されたシミュレーションゲーム。ザ・シムズシリーズの第3作目にあたる。開発元はエレクトロニック・アーツ。

## 概要
前作の『ザ・シムズ2』と同様にフル3Dで描かれたグラフィックが特徴。
これまでのシリーズと違い、近隣地域への移動がシームレスになり、シムが自由に動き回れるようになった。また新機能「シムの作成」の追加で、より簡単に、より自由にシムをカスタマイズできるようになったほか、性格設定が細分化されたことでシムが一層個性的になった。
当初は2009年2月20日に発売予定だった。しかし同年2月3日（米国時間）、エレクトロニック・アーツ社より正式に発売延期が発表され、その後米国では6月2日、日本では6月4日にそれぞれ発売された。日本では当初オンラインショップでの販売のみであったが、2010年にビックカメラやヨドバシカメラなどでの店舗での販売を開始、従来の販売方法に戻している。
2010年11月18日にPlayStation 3版・Xbox 360版が発売、2011年4月1日にはニンテンドー3DS版が発売された。また、同年11月17日にはパソコン以外の3機種で『ザ・シムズ3 ペット』が発売されている。

### パソコンでの動作環境について
ライトユーザーの多いソフトウェアであるため、上述の通り動作環境は同時期の他のソフトよりも低めであり開発時は前作と同等の動作環境でも動作すると謳われていた。また、日本語版ではパッケージにWindowsDVDと記載されているが英語版の製品はWin/Macのハイブリッドディスクであり、Macでもインストールする事が出来る。但しMac版は日本語版から入れてもテキスト表示は英語になる。

## コレクターズ・エディション
2009年6月4日のWindows版発売日に、通常版とともにコレクターズ・エディションも同時に発売された。本編ディスクと共に同梱された特典内容は、購入したバージョンで変わっている。また、一部の販売店で予約特典としてゲーム内アイテムと、街の全景が描かれたポスターもプレゼントされた。
- 特製シムダイヤ型USBメモリ（2GB）
- 限定ヨーロピアンカーのダウンロードコード
- ゲーム用パターン（テクスチャー）ファイル
- ビンテージスポーツカーのダウンロードコード（初回特典）
- ゲームミュージックデータのダウンロードコード（初回特典）

## 拡張データセット
ワールドアドベンチャーズ(World Adventures)
Windows日本語版2010年1月21日(World Adventures 米国版は2009年11月16日)
フランス・エジプト・中国をモチーフにした地域への旅行が可能になる。地下室のシステムと、地下室を利用したダンジョン作成の機能が追加。旅行先地域のイメージに合わせたオブジェクトや衣装も追加。中国で武術を学んだシムは武術スキルを持つほかのシムとスパーリングが可能になる。
アンビション(Ambitions)
Windows日本語版2010年6月24日
仕事内容をプレイ出来る消防士・探偵・ゴーストハンター・スタイリスト・建築デザイナーの職業が登場。所持スキルに基づいた自営業（例：園芸家）も可能になる。服の洗濯機能・発明・彫刻が追加。街：ツインブルックが追加。
レイトナイト(Late Night)
Windows日本語版2010年11月18日
セレブシステムとヴァンパイアが追加。バーやディスコなどのナイトスポット、高層ビルのペントハウス、バンド活動、地下鉄駅が新登場。街：ブリッジポートが追加。
ジェネレーションズ(Generations)
Windows日本語版2011年6月2日
ティーンエイジャーのイタズラ、結婚前のバチェラーパーティ、子供から成人まで各世代ごとのイベントが追加される。自宅で託児所を開く「デイケア」職が追加。子供用ツリーハウス、ベビーカー、2段ベッド、螺旋階段が新登場。
ペット(Pets)
Windows日本語版2011年11月17日
犬・猫・馬をペットとして家族に加えられる。ペットは種類や毛の模様、首輪、性格などをカスタマイズできる。馬はシムの移動手段として利用する事も出来、ネズミや亀など、オブジェクト扱いの小動物と専用の飼育設備も新登場。街：アパルーサ平原が追加。
ショータイム(Showtime)
Windows日本語版2012年3月8日
シンガー、パフォーマー、マジシャン、DJになることができる。パスポート機能でフレンドとシムを送受信できる。カラオケ機やジャイロマシーン、ビリヤード、新しいビデオゲーム筐体が新登場。街：スターライトショアが追加。
スーパーナチュラル(Supernatural)
Windows日本語版2012年9月6日
狼男、魔法使い、妖精、ゾンビなど変異体シムに変身して活動する事ができる。ヴァンパイアのシステムも併せて新しいものに変更される。街：ムーンライトフォールズが追加。
シーズンズ(Seasons)
Windows日本語版2012年11月15日
天候、季節にまつわる各種イベントが追加、天候はプレイヤーが操作可能であり、自宅に設置したウェザーストーンから切り替えできる。
ユニバーシティライフ(University Life)
Windows日本語版2013年3月7日
成人したシムを大学へ通わせることが出来る。大学は専用マップになっており一人のシムを集中して操作することが可能、卒業後は新たな特性と専攻による職業ランクの昇級が得られる。
アイランドパラダイス(Island Paradise)
Windows日本語版2013年6月27日
マリンスポーツやバカンスの楽しめるマップを追加する。
イントゥ・ザ・フューチャー(Into The Future)
Windows日本語版2013年10月24日
未来と過去をテーマとしたデータセット。タイムマシンで時間を操作することができ、過去や未来で行った行動によりタイムパラドックが発生するようになる。

## 追加パック
ハイエンドロフト(High-End Loft)
Windows日本語版2010年3月25日
高級な家具などのアイテムと、過去のシムズ作品で人気が高かったアイテム3つのセット
Fast Lane
Windows版2010年11月11日　日本語版未発売
'50年代風のカーレースやガレージ、ロカビリーがテーマの家具と車
Outdoor Living
Windows版2011年2月2日　日本語版未発売
ホットタブ、暖炉、屋外向けのグリルやカウンターなどアウトドア向け家具と装飾品
TOWN LIFE
Windows版2011年7月28日　日本語版未発売
スポーツジム・図書館・コインランドリーを充実させる新しいデザインの家具類と区画
Master Suite
Windows版2012年1月26日　日本語版未発売
スタイリッシュでモダンな寝室・バスルーム向け家具と寝間着
ケイティ・ペリースイートトリート
Windows日本語版2012年6月7日（現在販売終了）
米国のアイドル歌手KatyPerryが実際に着ている衣装や小道具をイメージして作られた、
ケーキやクッキーなどのスイーツをデザインした家具や衣装。
DIESEL
Windows版2012年7月12日　日本語版未発売
アパレルブランドDieselの実在する衣類と家具のセット
70s,80s,&90s
Windows2013年1月24日　日本語版未発売
70年代80年代90年代にアメリカで流行った服装や家具のセット
MOVIE
Windows2013年9月12日　日本語版未発売
映画撮影用の小道具やセット衣装のセット

## 関連商品
- The Sims 3 (iPhone/iPod touch用) App Storeによるダウンロード販売。
- ザ・シムズ３ ワールド アドベンチャーズ (iPhone/iPod touch用) App Storeによるダウンロード販売。
- シムスフリープレイ (iPhone/iPod touch用) The Sims3 のFree to Play版。App Storeによるダウンロード販売。